# Morkovice (nádraží)
Morkovice byly dopravna D3 (někdejší železniční stanice), která se nacházela na severním okraji města Morkovice-Slížany (okres Kroměříž). Jednalo se o koncovou dopravnu trati z Nezamyslic (ležela v km 11,935).

## Historie
Provoz na trati a tedy i ve stanici Morkovice (tehdy Morkowitz) byl zahájen 30. listopadu 1909. 

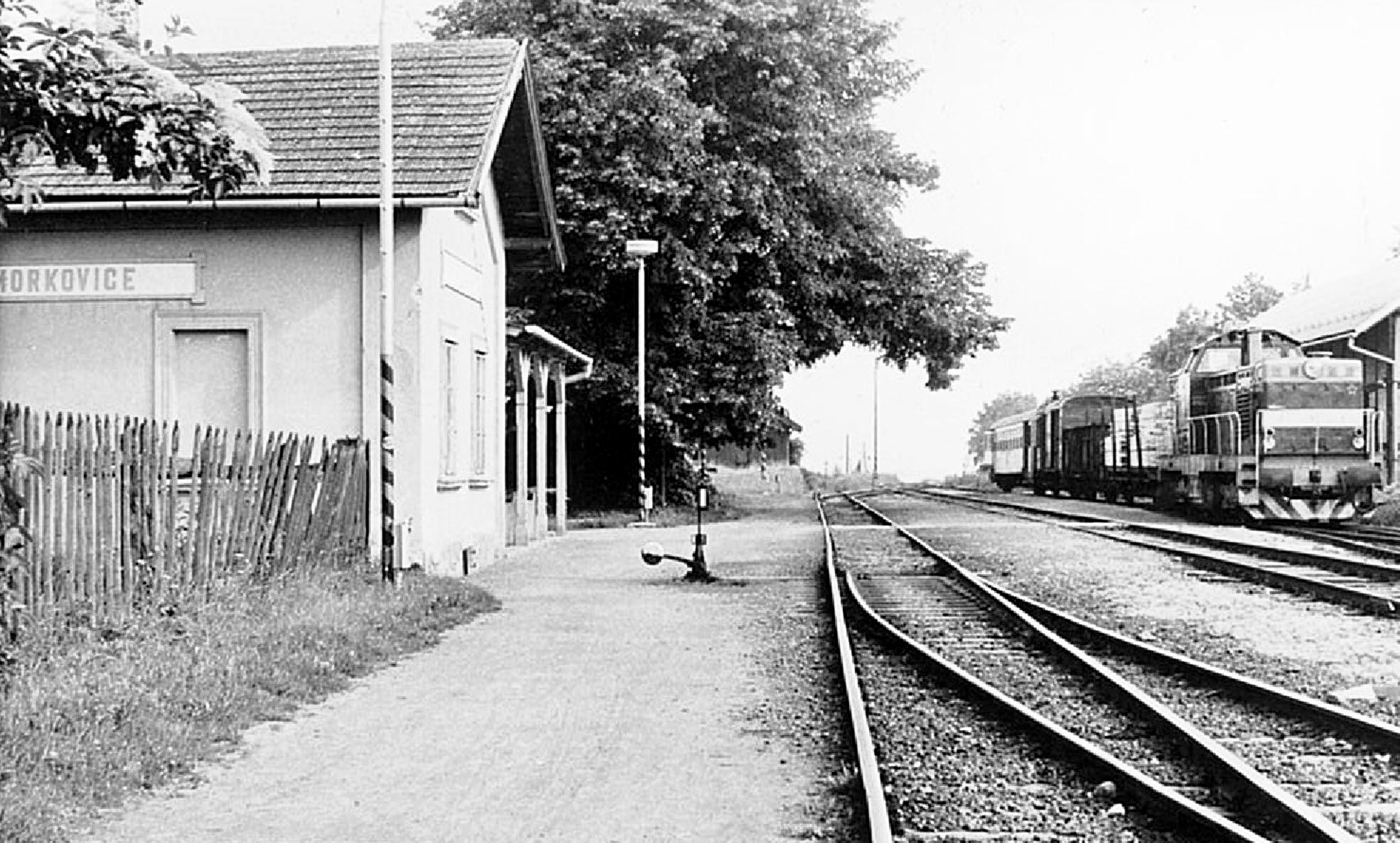
Nádraží Morkovice v 80. letech 20. století

23. ledna 1998 pak do Morkovic dojel poslední pravidelný osobní vlak. K 11. prosinci 2005 byla dopravna společně s celou tratí z Nezamyslic zrušena a v závěru roku 2009 přešla do majetku města Morkovice-Slížany. V lednu 2010 proběhla fyzická likvidace kolejiště bývalé dopravny.

## Popis dopravny
V posledních letech před zastavením provozu měla dopravna celkem tři koleje s výhybkami na vjezdovém i kusém zhlaví, přímo u budovy byla manipulační kolej č. 4, dále dopravní kolej č. 2 (užitečná délka 97 m) s nástupištěm o délce 34 metrů, pak následovala dopravní kolej č. 1 (71 m) s nástupištěm délky 47 m. Za ní ještě ležela manipulační kusá kolej č. 3. Koleje 1, 2 a 4 pokračovaly po výhybkách na kusém zhlaví do krátkých manipulačních kolejí ukončených zarážedly, která byla umístěna v km 12,024, což byl oficiální konec tratě. Kolej č. 4 pokračovala do kusé manipulační koleje i na nezamyslickém zhlaví. Celkem bylo v dopravně osm ručně přestavovaných výhybek. Ze strany od sousední stanice Nezamyslice byla dopravna kryta lichoběžníkovou tabulkou umístěnou v km 11,663. Provoz byl řízen dirigujícím dispečerem z Nezamyslic.